# Hélène Maurel-Indart
Pour les articles homonymes, voir Maurel et Indart.
 (août 2023).
Hélène Maurel-Indart, née en 1961 à Versailles, est une essayiste française, critique littéraire et professeure de littérature française.

## Parcours professionnel
Agrégée des lettres en 1987, Hélène Maurel-Indart soutient en 1996 la thèse qu'elle a préparée sous la direction de Jacques Lecarme et de Charles Bonn (« Plagiat et originalité dans le récit français du XXe siècle ») à l'université Paris-XIII puis elle obtient en 2005 son habilitation à diriger des recherches avec Antoine Compagnon à l'université Paris-Sorbonne (Paris-IV).
Elle est professeure de littérature française à l’université de Tours, dont elle a dirigé les Presses universitaires François-Rabelais de 2006 à 2009 et l’école doctorale Humanités et Langues jusqu’en janvier 2022. Depuis 2012, elle est membre du comité de lecture de la revue trimestrielle Médium, dirigée par Régis Debray.

### Recherches sur le plagiat
L’objectif de ses travaux est d’analyser, à partir des procédés d’imitation de modèles de référence, le processus de la création littéraire. Faute de pouvoir définir ce qu’est l’originalité en littérature, elle choisit comme méthodologie de prendre la question à rebours, par son extrême inverse, le plagiat. De l’emprunt servile, voire puni par la loi au titre de la contrefaçon, jusqu’à l’imitation créatrice conçue comme moyen d’assimiler puis de dépasser des modèles, on peut établir une classification de l’emprunt sous toutes ses formes en recherchant des critères fiables.
Cette recherche comporte plusieurs axes :
- La perspective historique : en analysant la pratique du plagiat de l’Antiquité classique jusqu’à nos jours[12], on cerne mieux le rapport de l’écrivain avec ses prédécesseurs et ses modèles de référence en tant que modèles d’apprentissage.
- L’approche informatique[13] : approfondir les possibilités d’analyse textuelle à l'aide de logiciels adéquats.
- La perspective juridique : croiser le discours littéraire et le discours juridique, afin d’affiner les notions de  propriété littéraire et de droit d’auteur.

Hélène Maurel-Indart est l'autrice de l'article "plagiat" dans l'Encyclopædia Universalis.

### Recherches sur les femmes artistes et écrivaines
Plus récemment, elle a ouvert un nouveau chantier de recherche : les femmes artistes et écrivaines dans l’ombre des grands hommes : de la pratique d’écriture collaborative à l’autonomisation dans le champ littéraire,. L’histoire littéraire laisse peu de place aux femmes. D’évidence, nombre d’écrivaines sont passées à la trappe, leurs œuvres dépréciées, ou simplement oubliées, à force d’être reléguées en marge des circuits de diffusion et de légitimation.
Hélène Maurel-Indart renouvelle la question de la « paternité » littéraire selon le prisme à la fois historique, sociologique et littéraire de la femme collaboratrice du « grand écrivain ». Il s’agit de distinguer clairement la figure de la femme muse, inspiratrice de l’écrivain, de celle de la femme collaboratrice, impliquée personnellement dans l’acte d’écriture, ou plus précisément de co-écriture. Bien des femmes, en art et en littérature, œuvrèrent le plus souvent dans l’ombre, comme collaboratrices, secrétaires, correctrices, ou même rédactrices anonymes, au service de l’œuvre du « grand homme ». L'écrivaine Catherine Pozzi, longtemps restée dans l'ombre de Paul Valéry, en est un exemple représentatif. Il est donc désormais crucial de faire la lumière sur ces formes de créativité mal définies et sur le processus d’autonomisation à l’œuvre chez certaines de ces créatrices invisibilisées.

### Honneurs
Elle préside, de 2015 à 2018, l’Académie des sciences, arts et belles-lettres de Touraine.

## Publications
- Du plagiat[22], Paris, Presses universitaires de France, coll. « Perspectives critiques », 1999, 230 p.  (ISBN 2-13-049885-X). Éd. revue et augmentée : Paris, Gallimard, coll. « Folio. Essais », 2011, 498 p.  (ISBN 978-2-07-044136-5).
- Traduit en espagnol par Laura Fólica : Sobre el plagio, Fondo de Cultura Económica, Buenos Aires, Argentina, 2014.
- Traduit en coréen aux Editions Spring Day’s Book à Séoul, 2018.
- Le Plagiat littéraire[23], textes[24] réunis par Hélène Maurel-Indart, Tours, université François Rabelais, 2002, 371 p.  (ISBN 2-86906-164-1)
- Plagiats : les coulisses de l’écriture[25], Paris, Éditions de la Différence, coll. « Essais », 2007, 282 p.  (ISBN 978-2-7291-1696-5)
- Petite enquête sur le plagiaire sans scrupule[26], Paris, Éd. Léo Scheer, coll. « Documents », 2013, 129 p.  (ISBN 978-2-7561-0415-7)
- Femmes artistes et écrivaines dans l'ombre des grands hommes[27] (dir. d'ouvrage), Paris, Classiques Garnier, coll. « Masculin-féminin dans l'Europe moderne. Série XIXe siècle », 2019  (ISBN 978-2-406-08990-2)

### En collaboration
- Avec Martine Boënnec, Guide de l’étudiant stagiaire en entreprise : de la recherche de stage à la soutenance du rapport, Paris, Vuibert, coll. « Guides Vuibert », 2001, 174 p.  (ISBN 2-7117-8095-3).
- « Vers une automatisation de l’analyse textuelle », sous la dir. de Nathalie Garric et Hélène Maurel-Indart, in revue Texto !, en ligne, dirigée par François Rastier, Volumes XV – n° 4 (2010) et XVI – n° 1 (2011).

### Articles
- « Le plagiat littéraire : une contradiction en soi ?», in L'information littéraire, 2008/3 (Vol. 60), pages 55 à 61 (article en ligne).
- « Le précurseur dépossédé », Acta fabula, vol. 10, n° 2, « Autour du plagiat par anticipation », février 2009 (lire en ligne)
- « Les règles du savoir-plagier », Magazine littéraire, no 495, mars 2010 (lire en ligne)
- « Plagiés, Indignez-vous ! », Livres Hebdo n° 876, 9 septembre 2011, p. 10.
- « Plagiats, les nouveaux faussaires », in « Décryptages Débats », Le Monde, 16 avril 2013, p. 19 (lire en ligne)
- « Les plagiaires, ces usurpateurs peu inquiétés de la littérature française », in « Le plagiat, une impunité française » (1/6), Le Monde des livres, 16 juillet 2021, p. 25-26 (lire en ligne)
- « La Bicyclette bleue de Régine Deforges, autant en emporte la copie », in « Le plagiat, une impunité française » (3/6), Le Monde des livres, 28 juillet 2021. (lire en ligne)

### Emissions radiophoniques
Retrouver ici l'ensemble des émissions radiophoniques d'Hélène Maurel-Indart.
- Surpris par la nuit, Contrôle d'identité(s), par Alain Veinstein, 2 mars 2007 (écouter en ligne)
- Les Chemins de la philosophie, Plagiat, pastiche, contrefaçon, le fétiche de l'original, par Raphaël Enthoven, 24 septembre 2007 (écouter en ligne)
- Questions d'éthique, par Monique Canto-Sperber, 22 mars 2010 (écouter en ligne)
- Le journal des nouveaux chemins, par Raphaël Enthoven, 17 mai 2011 (écouter en ligne)
- La Compagnie des oeuvres, par Matthieu Garrigou-Lagrange, 23 décembre 2019 (écouter en ligne)